# Креминский, Ярослав Николаевич
Креминский Ярослав Николаевич (10 октября 1937, Маначин, Каменец-Подольская область — 6 июня 2014, Луганск) — советский и украинский ученый в области медицины, доктор медицинских наук, профессор Луганского государственного медицинского университета, писатель, член Национального союза писателей Украины.

## Биография
Родился в 1937 году в с. Маначин Волочиского района Хмельницкой области. В 1955 г. окончил среднюю школу в с. Куриловка того же района. В 1955 - Крымский медицинский институт.
После учебы работал врачом на Подолье, в Крыму и Одессе. Закончил клиническую ординатуру в Тернопольском медицинском институте. Наставником Ярослава Николаевича были проф. А. Петченко и член-корреспондент АМН СССР проф. Н.С. Бакшеев. Работал заведующим гинекологическим отделением Евпаторийского роддома, защитил кандидатскую диссертацию.
С 1972 года ассистент кафедры акушерства и гинекологии лечебного факультета Одесского медицинского института.
С 1978 года Ярослав Креминский в Луганске по конкурсу получил звание доцента и стал работать на кафедре акушерства и гинекологии лечебного факультета.
С 1985 года на должности доцента кафедры акушерства и гинекологии факультета повышения квалификации врачей (ФУЛ). С 2003 года в должности профессора. С 2005 года - профессор кафедры акушерства, гинекологии и перинатологии факультета последипломного образования (ФПО).

### Научная деятельность
Автор двух монографий, 200 научных работ, 18 методических рекомендаций, 23 рацпредложений, 5 изобретений и 1 патента.

### Деятельность в сфере художественной литературы
Ярослав Николаевич успешно совмещает научную и клиническую работу с творческой деятельностью. Печатался во многих альманахах, журналах и коллективных сборниках. Неоднократно выступал со стихотворениями по Украинскому радио
и телевидению. Член национального союза писателей Украины. Написал и издал в печати более 20-и художественных книг (Поэтические книги «прозрачность», «жизнь не будет остановок», «Литепло», «печальной осени вишняк», «Здравствуй, дед» и другие).
Председатель ячейки Всеукраинского общества "Просвита" Луганского государственного медицинского университета.

## Отдельные труды

### В художественной литературе
- Кременской Я.Н. Литепло .- Новоайдар: Союз журналистов Украины Новоайдарская первичная организация, 1994 .- 80 С.
- Креминский Я.Н. - Здравствуй, Дед. - Луганск: Горница, 1995 .— 60 С.
- Кременской Я.Н. - Печальной осени вишняк .- Новоайдар: Союз журналистов Украины Новоайдарская первичная организация, 1995 .- 80 С.
- Кременский Я.Н. - Вечнозеленая любовь .- Луганск: Горница, 1996 .- 92 С.
- Кременский Я.Н. - Кланяюсь, склоняюсь, клонюсь .- Луганск, 2000 .— 48 с.
- Кременский Я.Н. - Чтобы не замерзли розы.- Луганск: Горница, 2001 .— 184 С.
- Кременский Я.Н. - Сказать людям возникла потребность .- Хмельницкий: Подолье, 2002 .— 156 С.
- Кременский Я.Н. - Хребет - Луганск, 2002 .— 64 С.
- Кременский Я.Н. - Ума Спас и науки.- Луганск: ЛДПУ им. Т. Шевченко, 2003. — 92с.
- Кременский Я.Н. - Две руки.- Симферополь— : Судьба, 2003 .— 96С.
- Кременский Я.Н. - Прозелень. Прозорень. Просинь .- Луганск: Альма-матер, 2004 .— 120С.
- Кременский Я.Н. - Путешествие пахнет .- Луганск: Шико, 2005 .— 132 С.
- Кременский Я.Н. - Сто див.- Луганск: Шико .— 20 С.

## Награды
- Победитель конкурса «Антология одного стихотворения», который проводила в 1976 году газета «Молодежь Украины».
- Лауреат международной литературной премии имени Ивана Кошелевица и Пантелеймона Кулиша общенационального конкурса «Украинский язык — язык единения».
- За весомый личный вклад в дело украинского национального возрождения общество «Просвита» в 2009 г. наградило профессора Я.Н. Кременского медалью «Строитель Украины».